# مطار ماريندوك
مطار ماريندوك (بالإنجليزية: Marinduque Airport)‏ (إياتا: MRQ، إيكاو: RPUW) هو مطار عام يخدم مدينة غاسان، ماريندوك ويشغل المطار هيئة الطيران المدني الفلبينية.